# Leucosolenia discoveryi
Leucosolenia discoveryi är en svampdjursart som beskrevs av Jenkin 1908. Leucosolenia discoveryi ingår i släktet Leucosolenia och familjen Leucosoleniidae. Inga underarter finns listade i Catalogue of Life.